# Eldboll
Eldboll (Ixora coccinea) är en måreväxtart som beskrevs av Carl von Linné. Arten ingår i släktet Ixora och familjen måreväxter.

## Underarter
Arten delas in i följande underarter:
- I. c. caudata
- I. c. coccinea